# Casa de locuit a Mariei Griva (Pănășești)
Casa de locuit a Mariei Griva este o clădire amplasată în Pănășești, raionul Strășeni, Republica Moldova. Este un monument de arhitectură populară de importanță națională inclus în Registrul monumentelor Republicii Moldova ocrotite de stat cu nr. 1399 (raionul Strășeni). Datează de la sf. sec. XIX.